# L'Incomparable Patriote
Pour plus de détails, voir Fiche technique et Distribution.
L'Incomparable Patriote (国士無双, Kokushi musō) est un film japonais réalisé par Mansaku Itami, sorti en 1932. Seules vingt-et-une minutes de ce film sont conservées.

## Synopsis
Un maître d'armes renommé est vaincu par un humble imposteur qui a utilisé son nom. Le maître d'armes, Ise no Kami, se retire trois années dans les montagnes pour s'entraîner pendant que sa fille se moque de l'imposteur, qui passe le plus clair de son temps à pêcher. Quand Ise no Kami revient pour un autre duel, l'imposteur le bat à nouveau, prenant sa fille comme prix.

## Fiche technique
- Titre : L'Incomparable Patriote[1]
- Titre original : 国士無双 (Kokushi musō?)[2]
- Titre anglophone : The Peerless Patriot
- Réalisation : Mansaku Itami
- Scénario : Shigetaka Iseno (ja)
- Photographie : Hideo Ishimoto (ja)
- Société de production : Chiezō Kataoka Productions
- Société de distribution : Nikkatsu
- Pays d'origine :  Empire du Japon
- Format : noir et blanc — 1,33:1 — 35 mm — muet
- Genres : jidai-geki ; comédie ; chanbara
- Durées :
  - Version originale : 84 minutes (métrage : neuf bobines - 2 301 m[3])
  - Version conservée : 21 minutes (à 18 images par seconde)[4],[5]
- Date de sortie : 
  - Empire du Japon : 14 janvier 1932[3]

## Distribution
- Chiezō Kataoka : l'imposteur

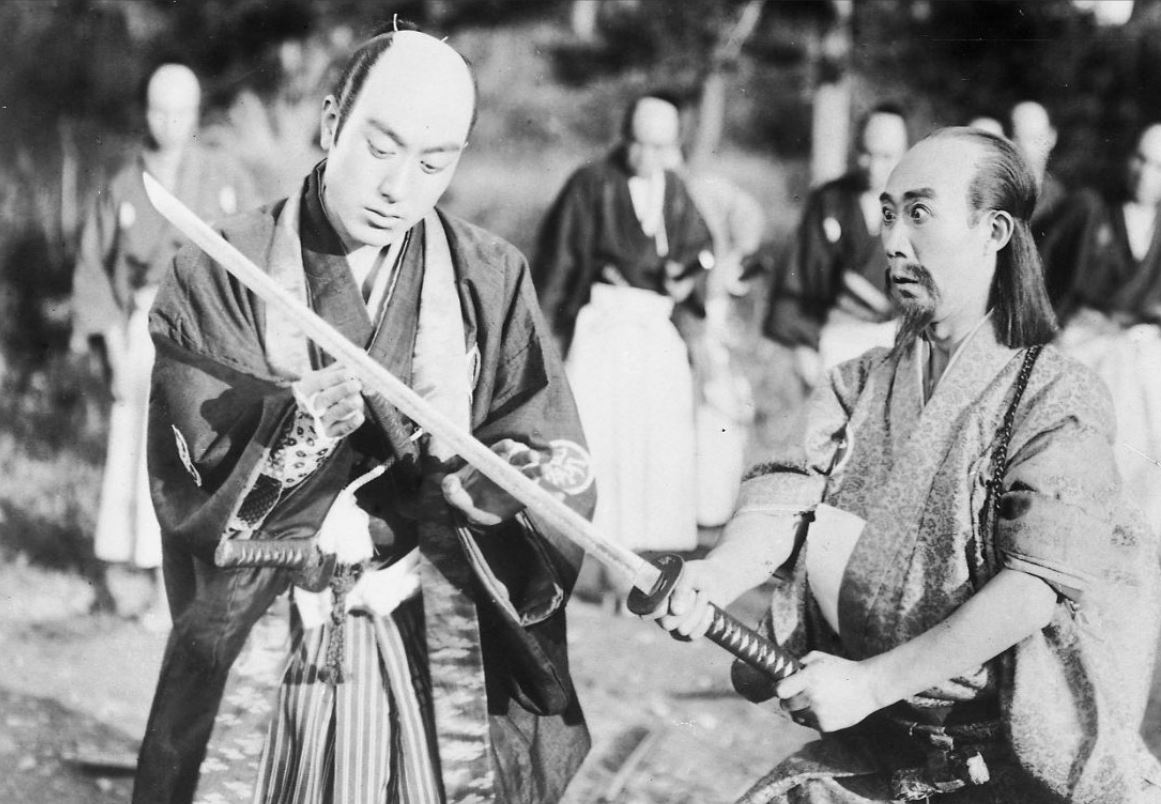
Scène du film avec Chiezō Kataoka et Minoru Takase.

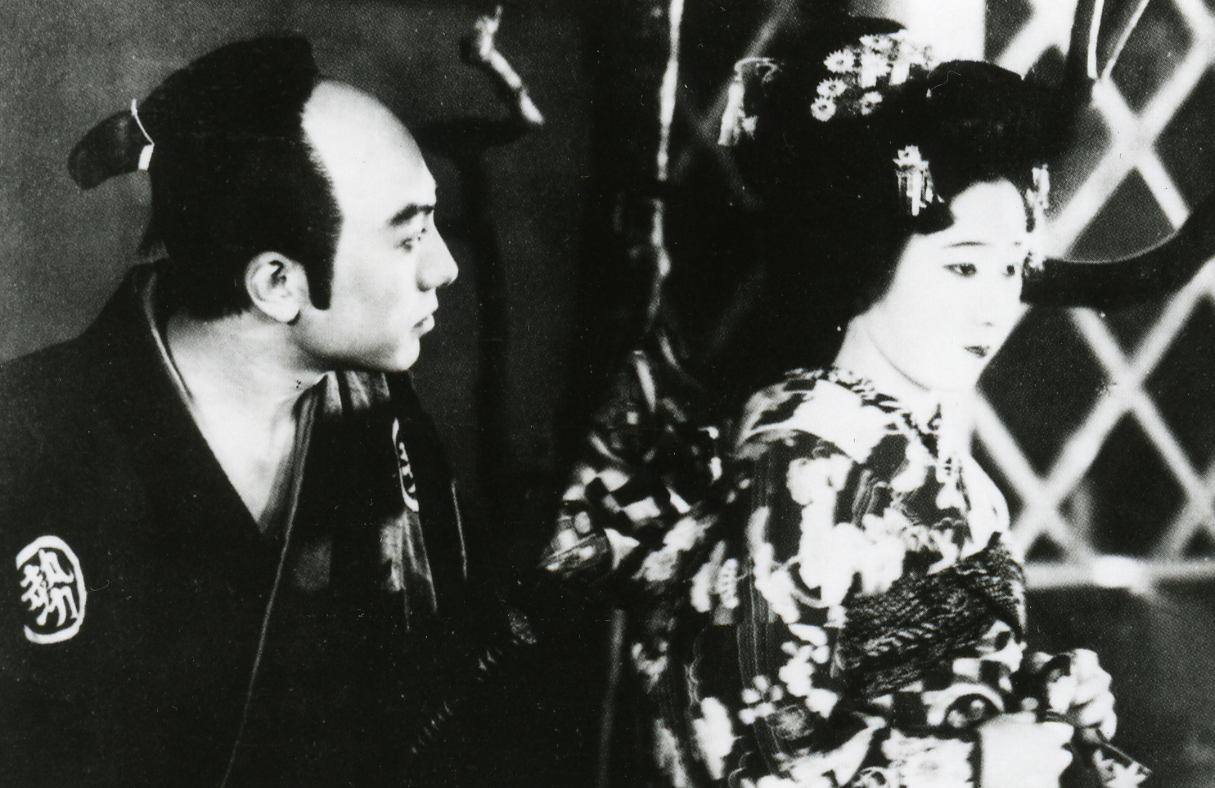
Scène du film avec Chiezō Kataoka et Isuzu Yamada.

- Isuzu Yamada : Oyae, la fille du maître d'armes
- Michisaburō Segawa (ja) : acolyte de l'imposteur
- Shūichirō Atsumi (ja) : acolyte de l'imposteur
- Minoru Takase : Ise no Kami
- Junzaburō Ban : l'ermite

## Autour du film
L'Incomparable Patriote est le neuvième film de Mansaku Itami produit au sein de la société de production indépendante de Chiezō Kataoka, une vedette du genre jidai-geki (film historique). C'est le seul film de la période muette du cinéaste dont des passages sont encore visibles de nos jours.
Un remake du film sort en 1986, il est réalisé par Nobuhiko Hosaka et met en vedette Kiichi Nakai dans le rôle de l'imposteur, Frankie Sakai dans le rôle du maître d'armes et Mieko Harada dans celui de sa fille.

## Distinction
La revue Kinema Junpō classe le film à la sixième place de son classement des dix meilleurs films japonais de l'année 1932.